# Kabupaten Maluku Tengah
Kabupaten Maluku Tengah är ett kabupaten i Indonesien.   Det ligger i provinsen Moluckerna, i den östra delen av landet, 2 500 km öster om huvudstaden Jakarta. Antalet invånare är 361 698.